# دوري كرة القدم المالطي الدرجة الثانية 2008–09
دوري كرة القدم المالطي الدرجة الثانية 2008–09 (بالإنجليزية: 2008–09 Maltese Second Division)‏ هو موسم من دوري كرة القدم المالطي الدرجة الثانية ‏. فاز فيه نادي بالزان.